# Anne Anderson
Pour les articles homonymes, voir Anderson.
Anne Anderson (1874-1952) est une illustratrice écossaise, principalement connue pour le style Art nouveau de ses livres pour enfants. Elle est aussi peintre, auteur de gravures et de cartes de vœux.

## Biographie
Anne Anderson passe son enfance en Argentine. Les livres qu'elle illustre paraissent dès la fin de l'époque édouardienne, qui couvre la première décennie du XXe siècle.
En juin 1912, elle épouse l'artiste Alan Wright à Burghfield dans le Berkshire, où le couple s'installe. Bien qu'ils collaborent à de nombreux projets, Anne s'affirme comme la force motrice de leur duo. De son côté, Alan Wright connaît le succès après la parution  en 1898 du livre de Baron Corvo Stories Toto Told Me.
Le style d'Anne Anderson accuse l'influence de ses contemporains Charles Robinson, Mabel Lucie Attwell et Jessie Marion King.